# نوقل و نه‌بات
نوقل و نه‌بات (به کردی: نوقڵ و نەبات) به‌معنای نقل و نبات، نام کتابی به زبان کردی به نویسندگی ملامحمد ربیعی است که در اولین چاپ خود در سال ۱۳۷۲ توسط محمد ربیعی در کرمانشاه به چاپ رسیده‌است.
آن‌طور که در مقدمه کتاب آمده‌است، نوشتن آن در ۲۴ام فروردین ۱۳۷۱ شمسی در شهر کرمانشاه به پایان رسیده است. ربیعی در این کتاب به بیان و پرداختن به زندگی، علی‌الخصوص دوران کودکی پیامبران و نزدیکان آن‌ها در اسلام، برای کودکان، نوجوانان و جوانان به صورت نظم و نثر به زبان کردی می‌پردازد.